# Licence Raj

Grafik des BIP pro Kopf von Bangladesch, Indien und Pakistan ausgedrückt als Prozentwert des BIP pro Kopf der Vereinigten Staaten

Licence Raj oder Permit Raj (rāj, übersetzt „Herrschaft“ in Hindi), zu Deutsch „Lizenzherrschaft“, ist eine Bezeichnung für das komplizierte Geflecht von staatlichen Erlaubnissen, Regularien und Bürokratie, dem die Wirtschaft Indiens insbesondere in den Jahren von 1947 bis 1990 unterworfen war.

## Begriff
Die Bezeichnung spielt auf die den Begriff „British Raj“ an, also die Zeit in der Großbritannien als Kolonialmacht über Indien herrschte. Geprägt wurde die Bezeichnung durch den indischen Unabhängigkeitsaktivisten und Politiker Chakravarthi Rajagopalachari, der das Licence Raj für dessen Neigung zu politischer Korruption sowie wirtschaftlicher Stagnation scharf attackierte und mit der von ihm gegründeten Swatantra-Partei der Zentralplanung und Verstaatlichung der indischen Wirtschaft sowie die Abschottung des indischen Marktes entgegenzuwirken suchte.

## System
Indien war in der Zeit Licence Raj eine gelenkte Volkswirtschaft. Das gesamte Wirtschaftsleben unterlag staatlicher Kontrolle. Bis zu 80 staatliche Behörden musste zu dieser Zeit ihre Zustimmung geben, bevor ein privates Unternehmen mit der Produktion starten konnte, wobei die Regierung auch nach erfolgter Zustimmung die Produktion noch weiter regulierte. Auch Einfuhren bedurften einer Lizenz und wurden zudem durch hohe Zölle gehemmt.
Dieses System erstickte die Eigeninitiative, förderte die Korruption, ließ die indische Wirtschaft stagnieren und brachte Indien mehrmals an den Rand des Staatsbankrotts.
Seit dem Amtsantritt von Premierminister Rajiv Gandhi 1984, vor allem aber ab 1991, als der spätere Premierminister Manmohan Singh als Finanzminister amtierte, ist das einst mehr oder weniger sozialistische Wirtschaftssystem Indiens spürbar dereguliert worden. Dies hat zu einem Wirtschaftswunder mit hohen Wachstumsraten geführt. Dennoch ist die Wirtschaft Indiens im Vergleich zu anderen mehr marktwirtschaftlich orientierten Ländern immer noch stark reguliert.